# Grenzauer Fehde

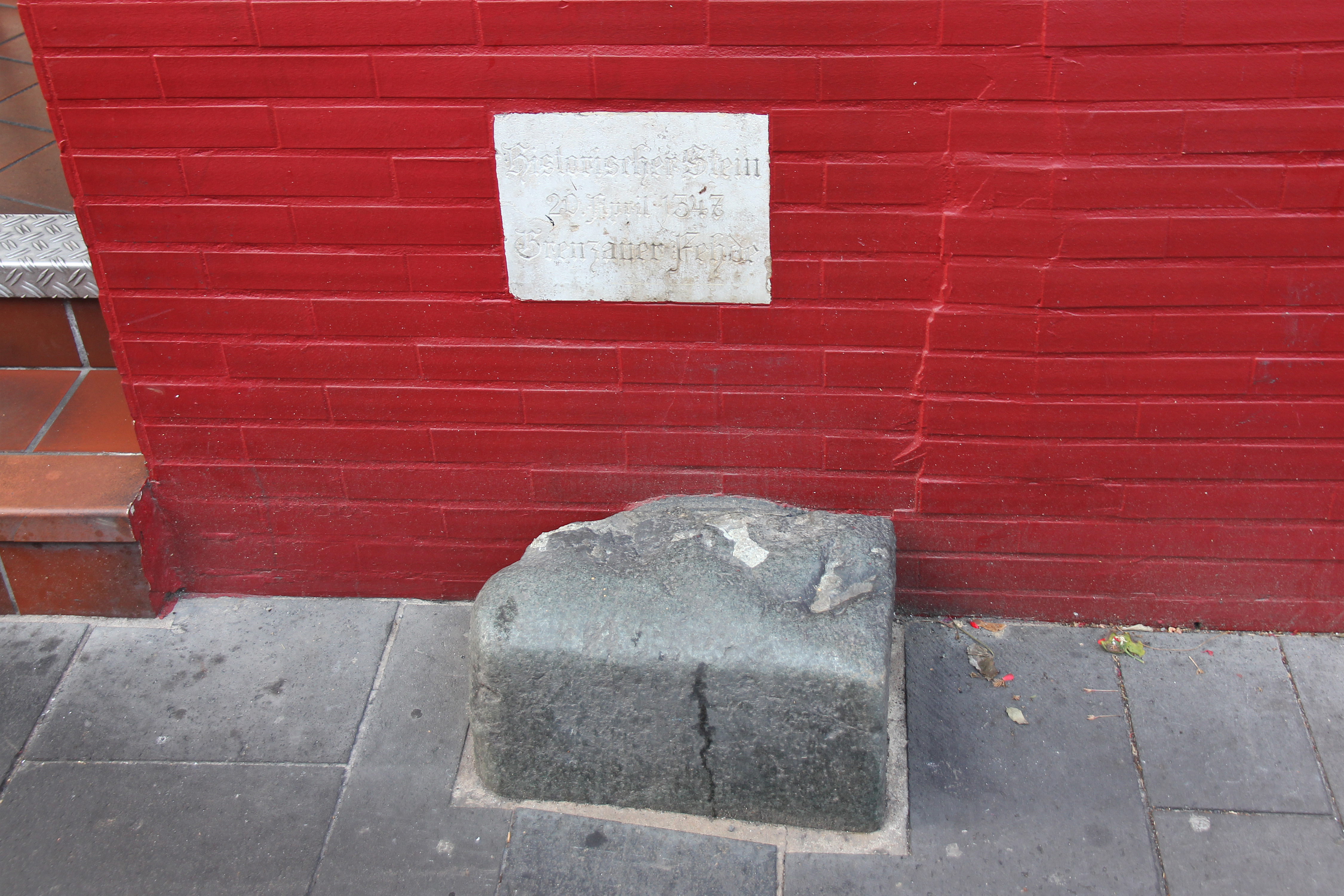
Gedenkstein mit Erläuterungstafel am ehemaligen Pfarrhaus An der Liebfrauenkirche/Ecke Mehlgasse in der Altstadt von Koblenz

Die Grenzauer Fehde war die kriegerische Auseinandersetzung zwischen den Truppen der kurtrierischen Stadt Koblenz und den Herren Philipp von Isenburg und Reinhard von Westerburg bei Grenzau am 20. April 1347. Das Koblenzer Aufgebot geriet in einen Hinterhalt, bei dem 172 junge Koblenzer den Tod fanden.
Ein Gedenkgottesdienst in den Koblenzer Kirchen mit Prozession erinnerte bis um 1800 jährlich am Freitag nach Ostern an die gefallenen Bürger. Nach der Messe in der Liebfrauenkirche soll dann jeweils ein Koblenzer Bürger auf einen Steinblock an einem gegenüberliegenden Haus (das zeitweilig Pfarrhaus der Liebfrauenkirche war) gestiegen sein und die Geschichte der Fehde erzählt haben.
Die Grenzauer Fehde ist einzuordnen in die kriegerischen Auseinandersetzungen um die Wahl Karls IV. – Ludwig IV. war ab 1314 römisch-deutscher König. Die deutschen Kurfürsten gingen jedoch nach 1340 zunehmend auf Distanz zu Ludwig und wählten 1346 Karl IV. zum Gegenkönig. Mit der Wahl Karls IV. begann ein Bürgerkrieg zwischen König und Gegenkönig. Auf der Seite Karls standen u. a. der Trierer Erzbischof Balduin und der Kölner Erzbischof Walram. Zu den Bundesgenossen Ludwigs gehören der Limburger Dynast Gerlach und Reinhard von Westerburg. Im Zuge dieser Streitigkeiten hatte Reinhard von Westerburg die Kurtrierer Burg Grenzau im Westerwald erobert. Beim Versuch, die Burg zurückzuerobern, gerieten die Koblenzer in einen Hinterhalt. Der Westerburger musste nach der Niedermetzelung der 172 Koblenzer das Weite suchen; er floh zu Gerlach in die Burg Limburg. Nun hatten die Limburger Herren die Burg als Lehen zu je einem Drittel vom Reich, vom hessischen Landgrafen und vom Trierer Erzbischof. Balduin zog nun vor die Burg in Limburg und verlangte unter Berufung auf den Lehnsvertrag die Öffnung der Burg. Das aber lehnte Gerlach ab, da er zur Treue Balduin gegenüber nur dann verpflichtet sei, wenn die Fehde nicht gegen das Reich, den Mainzer Erzbischof und den hessischen Landgrafen gehe. Balduin zog unverrichteter Dinge wieder ab.